# 花呢格紋

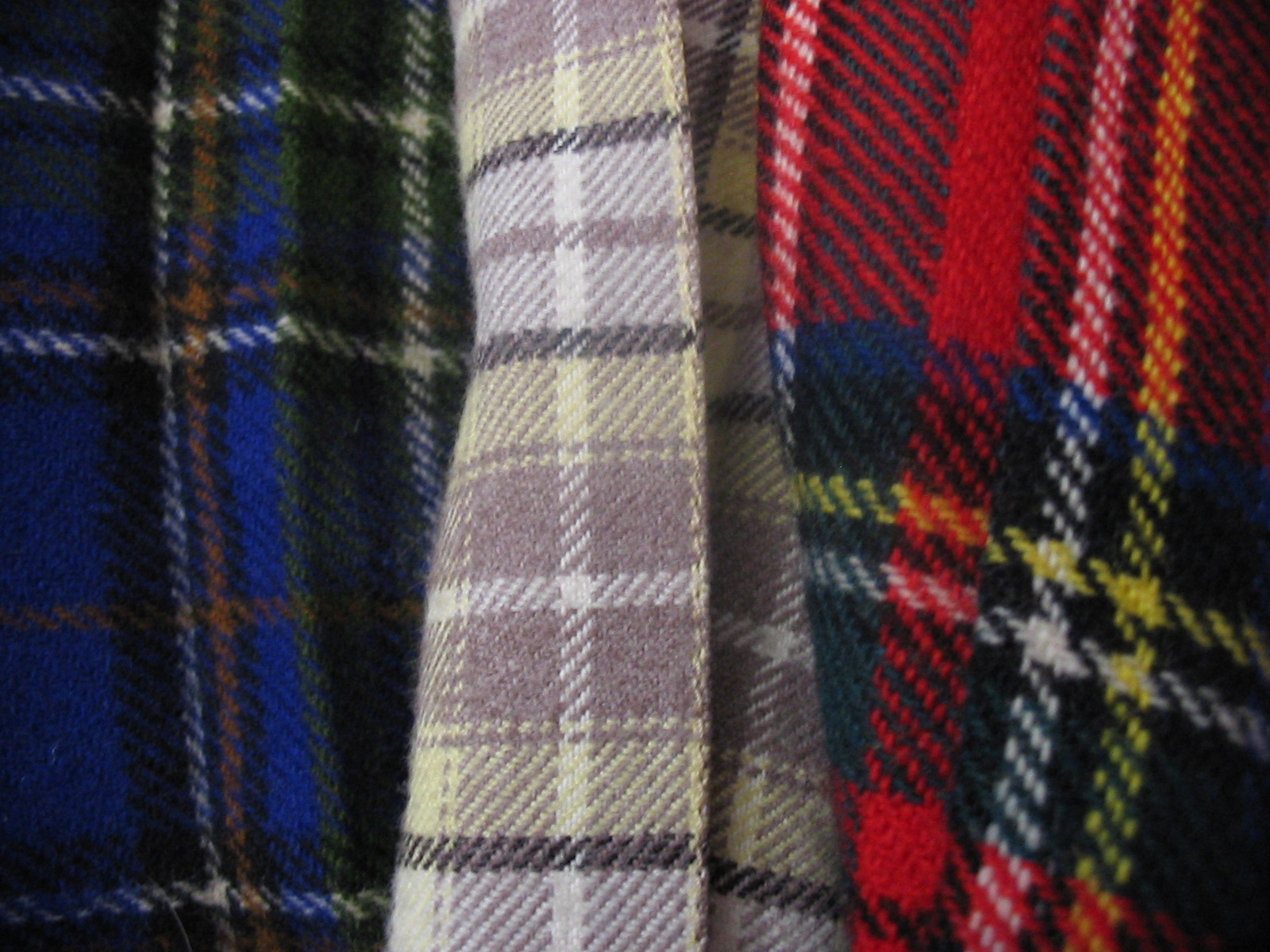
花呢格紋布

花呢格紋是一種由數種色彩不同的直、橫條紋交錯構成的花樣。花呢格布最早都是由羊毛織成的，但今日也有許多紡織廠以不同材質織造。花呢格紋在蘇格蘭的歷史上源遠流長；傳統蘇格蘭裙一直以來幾乎都有格紋花樣。
1746年詹姆斯黨宣布的「服裝法」曾試圖禁止蘇格蘭武士氏族穿著花呢格布以及其他蓋爾族的傳統，希望藉此將該區域納入政府管控。這條法律後來在1782年廢止。此後這種裝扮就不再是日常高地居民的穿著，而變成了蘇格蘭國家象徵性的服飾。
直到十九世紀中，不同花樣的高地花呢格紋仍是與不同地域相關（而非代表不同氏族）。這是因為每一種花呢格紋都是由同地區的織工所設計。設計時要盡量配合當地出產的天然染料，以及當地居民的審美觀。而十九世紀中期過後，特定的花呢格紋圖樣漸漸與特定的蘇格蘭氏族或家族（或是有著蘇格蘭傳統的機構）產生聯結。其中，以代表Black Watch和Royal Stewart的兩種，最廣為人喜愛。
今日花呢格紋的利用不再只限於織品，而是廣泛應用於紙張印刷、包裝、甚至壁飾上。